# Jordi Aláez
Jordi Aláez Peña (San Julián de Loria, Andorra, 23 de enero de 1998) es un futbolista andorrano que juega como centrocampista y su equipo es el Inter Club d'Escaldes de la Primera División de Andorra. Es internacional absoluto con la selección de Andorra.

## Clubes
| Club                        | País    | Año       |
| --------------------------- | ------- | --------- |
| F. C. Andorra               | Andorra | 2014-2019 |
| F. C. Santa Coloma          | Andorra | 2019-2020 |
| G. S. Diagoras              | Grecia  | 2020-2021 |
| C. D. Manchego Ciudad Real  | España  | 2021-2022 |
| F. C. Santa Coloma          | Andorra | 2023      |
| Cerdanyola del Vallès F. C. | España  | 2023      |
| F. C. Santa Coloma          | Andorra | 2024      |
| Inter Club d'Escaldes       | Andorra | 2024-     |

## Estadísticas en la selección
| Andorra | Andorra  | Andorra |
| Año     | Partidos | Goles   |
| ------- | -------- | ------- |
| 2016    | 5        | 0       |
| 2017    | 7        | 0       |
| 2018    | 5        | 1       |
| 2019    | 10       | 0       |
| 2020    | 7        | 0       |
| 2021    | 11       | 0       |
| 2022    | 6        | 2       |
| 2023    | 7        | 0       |
| 2024    | 3        | 0       |
| Total   | 61       | 3       |

### Goles internacionales
Las puntuaciones y los resultados enumeran la cuenta de goles de Andorra en primer lugar.
| N.º | Fecha                   | Sede                                        | Oponente               | Marcador | Resultado | Competición                         |
| --- | ----------------------- | ------------------------------------------- | ---------------------- | -------- | --------- | ----------------------------------- |
| 1.  | 9 de septiembre de 2018 | Estadio Nacional, Andorra la Vieja, Andorra | Kazajistán             | 1–1      | 1–1       | Liga de Naciones de la UEFA 2018-19 |
| 2.  | 25 de marzo de 2022     | Estadio Nacional, Andorra la Vieja, Andorra | San Cristóbal y Nieves | 1–0      | 1–0       | Amistoso                            |
| 3.  | 10 de junio de 2022     | Estadio Nacional, Andorra la Vieja, Andorra | Liechtenstein          | 1–0      | 2–1       | Liga de Naciones de la UEFA 2022-23 |

## Palmarés

### Campeonatos nacionales
| Título                   | Club          | País   | Año     |
| ------------------------ | ------------- | ------ | ------- |
| Segunda Catalana Grupo V | F. C. Andorra | España | 2014-15 |
| Primera Catalana Grupo I | F. C. Andorra | España | 2018-19 |